# Dujardinascaris jello
Dujardinascaris jello is een rondwormensoort uit de familie van de Heterocheilidae. De wetenschappelijke naam van de soort is voor het eerst geldig gepubliceerd in 2008 door Akhtar & Bilqees.